# Équipe du Cap-Vert féminine de football
Cet article traite de l'équipe féminine. Pour l'équipe masculine, voir Équipe du Cap-Vert de football.
L'équipe du Cap-Vert féminine de football est l'équipe nationale qui représente le Cap-Vert dans les compétitions internationales de football féminin. Elle est gérée par la Fédération du Cap-Vert de football.
La sélection n'a jamais participé à une phase finale de Coupe du monde, de Coupe d'Afrique des nations ou des Jeux olympiques.

## Histoire
L'équipe fait ses débuts sur la scène internationale à l'occasion d'un match amical disputé à Praia le 16 novembre 2018 contre la Guinée-Bissau ; les Capverdiennes s'inclinent sur le score de 1 but à 0.
Elles sont quatrièmes du tournoi féminin de la zone A de l'UFOA en 2020, puis finalistes en 2023.

## Sélectionneurs
- depuis 2018 :  Silvéria Nédio[2],[5]